# 3D Dot Game Heroes
3D Dot Game Heroes (3Dドットゲームヒーローズ) es un videojuego de rol de acción desarrollado por Silicon Studio y publicado por From Software en Japón, Atlus en América del Norte y por SouthPeak Games en Europa. El juego utiliza un estilo gráfico único, que presenta un estilo gráfico al estilo retro en 2D pero con gráficos 3D, mediante Vóxel. Fue puesto a la venta en Japón el 5 de noviembre de 2009, en América del Norte el 11 de mayo de 2010 y en Europa el 14 de mayo de 2010, exclusivamente para la consola PlayStation 3.

## Modo de juego
El modo de juego se parece mucho a la de los clásicos juegos de 8 bits de acción y aventuras de la década de 1980, concretamente en la serie The Legend of Zelda. El jugador mueve a su personaje por la pantalla para explorar mazmorras, luchar contra enemigos, recoger objetos y resolver rompecabezas, siempre desde una vista semi-cenital, que recuerda mucho a los títulos clásicos. Cuando el indicador de vida del jugador está completo, la espada que porta es de un tamaño enorme y puede hacer en doble de daño. Las espadas del juego se pueden personalizar y subir de nivel para aumentar su longitud, anchura, así como incrementar el poder mágico. Existen, también, otros artículos especiales y armas que pueden ser utilizados como bumeranes, linternas, velas o arcos.
El jugador también pueden crear un personaje propio y único utilizando el editor de sprites del juego 3D. También es posible capturar monstruos para ser registrados en una enciclopedia que se va formando a medida que se derrota enemigos, golpeando al monstruo en su cabeza con un libro un número concreto de veces, hasta que su perfil aparece en las páginas de la enciclopedia. Las pantallas de carga en el juego también cuentan con ilustraciones, que son parodias de videojuegos clásicos, pero usando los sprites en 3D del juego.

## Argumento
El juego sigue la historia de un héroe anónimo (creado por el jugador) en una búsqueda para liberar al Reino Dotnia de una maldición causada por las fuerzas del mal, con el fin de restaurar la paz en la tierra. Cuenta la leyenda de un rey malvado conocido como Dark Onyx que trajo la tragedia y la oscuridad al reino por el robo de seis orbes mágicos. Sin embargo, un héroe se rebeló contra el rey oscuro, y con su legendaria espada, junto con el poder de los orbes, selló a Onyx. Sin embargo, las fuerzas del mal resucitaron gracias al malvado obispo Fuelle, que robó el orbe y arrojó al Reino de Dotnia en un estado de caos una vez más. El protagonista del juego es el nieto del valiente héroe que selló al Rey Onyx y, por lo tanto, tiene a su cargo la responsabilidad de salvar a la tierra.
El reino una vez fue un mundo pixelado en 2D, pero como el Rey de la Tierra considera que los sprites son anticuados, decide cambiar todo el mundo en 3D . Sin embargo, a pesar del cambio, todo sigue poseyendo su look pixelado original, a pesar de que ahora todo es en 3D.

## Desarrollo
La primera vez que se supo del juego fue por la propia From Software el 10 de agosto de 2009, con un sitio web mostrando simplemente un cubo y un temporizador de cuenta atrás, hasta el 20 de agosto de 2009. Sin embargo, el juego fue presentado oficialmente antes de la cuenta regresiva por la revista de juegos japonesa, Famitsu, el 18 de agosto de 2009. El lanzamiento en tierras americanas fue confirmado por Sony Computer América mediante Twitter. El 17 de noviembre de 2009, Atlus confirma la traducción y publicación del juego en América del Norte para el 11 de mayo de 2010.

## Recepción y crítica
Generalmente, el juego recibió críticas muy positivas, tanto por parte de la prensa como de los jugadores. Definieron al juego como "un viaje a la nostalgia", celebrando la cantidad de parodias y guiños constantes hacia The Legend of Zelda, Final Fantasy, Dragon Quest, entre otros. El juego tiene una puntuación media de 77/100 en Metacritic.